# 日向稀美
日向 稀美（ひなた まみ、4月25日 - ）は、日本の女性VTuber、声優、タレント、元舞台女優。京都府出身。スリートゥリー所属を経てフリーランス。

## 経歴
- テイルズ オブ シリーズが大好きであり、声優を目指したきっかけとして挙げている[2]。
- 小学校ではバレーボール部、中学校では演劇部に所属しており、また、ダンスを始めたのは高校からである。
- 2022年4月30日までスリートゥリーに所属したが退所[3]。

## 人物
- 自身を一言で表すと、「運動大好きなインドア派」。
- 趣味はゲーム・アニメ観賞・動画視聴、特技はダンス・柔軟。
- 左目の泣きぼくろをチャームポイントとして挙げている。
- 好きな数字は25（誕生日および何かと縁のある数字）。
- 推し色はオレンジ・黄色（推しマークの向日葵から）。
- 好きな色はラベンダーなど紫系（推し色・好きな色いずれも薄めの色が好み）。
- 甘いものはあまり好まず、甘すぎる物は苦手。
- 動物が好きで犬や猫だけでなく熱帯魚、フクロウや蛇まで多岐にわたる。
- ただし虫は苦手。
- 生まれた時の体重は3200g。

## 出演
太字はメインキャラクター。

### アニメ

#### 2019年
- エロ◆ラバ（学園祭司会）
- おしゃべり唐あげあげ太くん（ねーちゃん、ベビースター）[4]

### ゲーム

#### 2019年
- イカロスM（ゼネシス、他）

2022年
- パネクロ PANEL ACTION EXCEED（リズ）[5]

### ドラマCD

#### 2017年
- DUEL!（選手）

### ラジオ
※はインターネット放送。
- 軽茶しんどろ〜む アシスタント「キュン♡の定理を教えて」（2017年 - 、元音泉 現ニコニコチャンネル）※[6]
- 松本王国-きんぐだむ-  執事団（2019年、TOKYO FM）[7]

### 舞台
- 演劇部。コングラッチェ!!『森田哲平の今夜も笑ってナイト』（2017年4月 - 6月、ホボホボ） - 市川爽子 役
- 演劇部。コングラッチェ!!『USEDメモリ』（2017年11月 - 2018年1月、ホボホボ） - まな 役
- 演劇部。コングラッチェ!!『鈴の音が鳴る夜の物語』（2017年12月、ホボホボ） - 桜井未来、カイ 役
- 朗読芝居『スリーストーリーズ』「黄泉のランタン」「飲食店の多岐多端」（2018年12月、赤坂CHANCEシアター） - ロイ（黄泉のランタン）、ロイド（飲食店の多岐多端） 役[8]
- 演劇部。コングラッチェ!!『LINK'S』（2019年6月、赤坂CHANCEシアター） - あかり 役
- 萬腹企画『V-e ヴォイス・エレメント』（2019年9月、上野ストアハウス） - 西山セイコ（ビューティジュエリー・サファイア） 役[9]
- 『秋町トワイライト』（2019年11月、築地本願寺ブディストホール） - マリア 役
- ユーキースショーケース『魔法少女、辞めます。』（2022年7月 / 9月 - 10月[注釈 1]、STUDIOユーキース） - ミミ 役[10][11]
- ユーキース・エンタテインメント『OvObインプロライブ』（2022年12月、STUDIOユーキース）[12]
- 2023 春の星祭り 第四弾 ユーキースショーケース『It's show time leap!!』（2023年4月、STUDIOユーキース） - 安藤凛子 役[13]
- 『タイムトラベルアイドル 時空少女ピピ2〜甦れ！フレア！〜』（2023年8月、築地本願寺ブディストホール） - ポル 役[14]
- サヨナラワールド イマーシブシリーズ『思い出の学校』（2023年11月、みらい館大明）[15]
- NAYUTAプロデュース『新・魔法少女、辞めます。』（2024年5月、Theater新宿スターフィールド） - ミミ 役[16]

### その他
- AT-X「ウチの夏フェス2017！」フレッシュ夏フェス隊（2017年）[17]
- AT-X「ウチの夏フェス＋」フレッシュ夏フェス隊（2018年）[2]
- LINE LIVE「ようこそ！ひなた庭園へ」（2019年 - 2022年）[18]
- 私を布教して「ひな庭」（2019年 - 2021年）[19]
- PANEL ACTION EXCEED 選抜公式プロ（2021年 - ）[20]
- TERA CLASSIC ランエリ14日間Challenge（2021年6月）[21]
- TERA CLASSIC 公式放送（2021年12月 - 2022年6月）[22]
- START with GRAVITY（2024年3月 - 12月） - MC